# 330 a.C.

## Eventos
- Lúcio Papírio Crasso, pela segunda vez, e Lúcio Pláucio Venão, cônsules romanos.
- O Império Aquemênida é conquistado por Alexandre III da Macedónia.

## Mortes
- Dario III, rei da Pérsia (n. 380 a.C.).